# Soronzonboldyn Battsetseg
Soronzonboldyn Battsetseg (n. 5 octombrie 1990, Khashaat⁠(d), Archangai-Aimag, Mongolia) este o luptătoare ce a reprezentat Mongolia, medaliată olimpică. A participat la 3 ediții ale Jocurilor Olimpice (2012, 2016, 2020) în care a câștigat o medalie de bronz.